# Slumstormerne
Slumstormerne er en dokumentarfilm instrueret af Christian Braad Thomsen efter eget manuskript.

## Handling
Filmen beretter om slumstormerne i kollektivet 'Jægergården', en opgang i Jægersborggade 3 på Nørrebro i København, i vinteren 1970-1971, hvor et halvt hundrede unge mennesker havde besat ejendommen, der havde stået tom i to år. Efter tre måneders besættelse blev de sat ud ved politiets indgriben.
Filmen er produceret på Filmværkstedet og er 1. del af Slumstormer-trilogien. Se også Stærekassen og Det kan blive bedre, kammerat.